# ماورو فينيتو
ماورو فينيتو (بالإيطالية: Mauro Finetto)‏ (و. 1985  م) هو راكب دراجة هوائية، من إيطاليا، شارك في طواف إسبانيا، وطواف إيطاليا 2014، يلعب كثاقب ‏.

## روابط خارجية
- ماورو فينيتو على موقع الاتحاد الدولي للدراجات (الإنجليزية)
- ماورو فينيتو على موقع أرشيف الدراجات (الإنجليزية)
- ماورو فينيتو على موقع إحصائيات الدراجات الإحترافية (الإنجليزية)
- ماورو فينيتو على موقع نسبة الدراجات (الإنجليزية)
- ماورو فينيتو على موقع CycleBase (الإنجليزية)